# コンラッド・ヴァーノン
コンラッド・ヴァーノン（Conrad Vernon、1968年7月11日 - ）は、アメリカ合衆国の声優、アニメーション監督。

## 来歴
テキサス州ラボック出身。カリフォルニア芸術大学に学ぶ。卒業後、ドリームワークスに入社、『アンツ』などの絵コンテを手がける。
『シュレックシリーズ』でクッキーマンの声を担当するなど声優として活動するほか、2004年に『シュレック2』でアニメーション監督デビューし、アニメーション監督としても活動している。

## 主な出演作品
- シュレック Shrek  (2001)
- シンドバッド 7つの海の伝説 Sinbad: Legend of the Seven Seas (2003)
- シュレック2 Shrek 2 (2004) ※
- マダガスカル Madagascar (2005)
- マウス・タウン ロディとリタの大冒険 Flushed Away (2006)
- シュレック3 Shrek 3 (2007)
- ビー・ムービー Bee Movie (2007)
- マダガスカル2 Madagascar: Escape 2 Africa (2008)
- ザ・ペンギンズ from マダガスカル The Penguins of Madagascar (2008-2012) テレビアニメ
- モンスターVSエイリアン Monsters vs. Aliens (2009) ※
- シュレック フォーエバー Shrek Forever After (2010)
- カンフー・パンダ2 Kung Fu Panda 2 (2011)
- 長ぐつをはいたネコ Puss in Boots (2011)
- マダガスカル3 Madagascar 3: Europe's Most Wanted (2012) ※
- ペンギンズ FROM マダガスカル ザ・ムービー Penguins of Madagascar (2014)
- ソーセージ・パーティー Sausage Party (2016) ※
- ボス・ベイビー The Boss Baby (2017)
- 絵文字の国のジーン The Emoji Movie (2017)

※は監督兼任。

## 主な監督作品
- シュレック2 Shrek 2 (2004) アンドリュー・アダムソン、ケリー・アズベリーと共同監督 ※
- モンスターVSエイリアン Monsters vs. Aliens (2009) ロブ・レターマンと共同監督 ※
- マダガスカル3 Madagascar 3: Europe's Most Wanted (2012) エリック・ダーネル、トム・マクグラスと共同監督
- ソーセージ・パーティー Sausage Party (2016) グレッグ・ティアナンと共同監督 ※[3]
- アダムス・ファミリー The Addams Family (2019) グレッグ・ティアナンと共同監督[4][5]
- アダムス・ファミリー2 アメリカ横断旅行! The Addams Family 2 (2021) グレッグ・ティアナンと共同監督[6]

※は出演も。